# Матха, Ван Мухаммад Нур
Ван Мухаммад Нур Матха (тайск. วันมูหะมัดนอร์ มะทา; род. 11 мая 1944, Яла, Таиланд) — таиландский политический и государственный деятель, бывший преподаватель Университета Сонгкхла Раджабхат и Университета Таксина. Председатель Палата представителей Таиланда, лидер партии «Прашарат», а также основатель «Группы Вахда», небольшого лобби мусульманских политиков из южных провинций страны. 

## Биография

### Ранние годы
Ван Мухамад Нур Матха окончил начальную школу Бан Сатенг в провинции Яла, неполную среднюю школу Канаратбамрунг в той же провинции, а также старшую среднюю школу в Исламском колледже Таиланда в Бангкоке. После этого он получил степень бакалавра в Университете Чулалонгкорна со стипендией Министерства внутренних дел, а также степень магистра на факультете образования Университета Чулалонгкорн.

### Работа преподавателем
Он начинал работать учителем и был назначен старшим преподавателем в Академии Аттаркия в провинции Наратхиват. В 1969 году, когда ему было всего 20 лет, он стал преподавателем Педагогического колледжа Сонгкхла (в настоящее время Университет Сонгкхла Раджабхат). В 1975 году занял должность профессора на Педагогическом факультете Университета Сринакхаринвирот (ныне Университет Таксина), а также был специальным профессором педагогического факультета Университета принца Сонгкла. Затем в 1978 году он был назначен вице-президентом Педагогического колледжа Сонгкхла.

### Политическая карьера
Впервые был избран в Палату представителей Таиланда в 1979 году от «Партии социального действия», представляя провинцию Яла до 1984 года. В 1986 году он перешёл в «Демократическую партию», затем в «Партию солидарности» в 1988 году, а в 1992 году в «Партию новой надежды». Каждый раз он переходил вместе со своей группой представителей из провинций Наратхиват, Паттани и Яла называемой «Группой Вахда». После 1980 года работал в Министерстве финансов и промышленности. С 1994 по 1995 год он был назначен заместителем министра внутренних дел, а затем председателем парламента с ноября 1996 года по июнь 2000 года.
Когда «Партия новой надежды» распалась и объединилась с партией «Тай Рак Тай» в 2001 году. Ван Нур был назначен министром транспорта и связи, в октябре 2002 года занял пост министра внутренних дел.
Как одному из 111 исполнительных членов «Тай Рак Тай», ему запретили политическую деятельность на пять лет после военного переворота 2006 года.
После переворота 2006 года и свержения Таксина Чинавата, Ван Нур был назначен директором Национального центра по контролю за наркотиками, где он пообещал принять решительные меры. Первоначально он присоединился к «Партии народной власти», преемнице «Тай Рак Тай», но из-за запрета вынужден был прекратить политическую деятельность. В 2012 году вступил в партию «Пхыа Тхаи».
В 2018 году встал во главе новой партии «Прашарат», поведя её на парламентские выборы 2019 года. Заручившись поддержкой 1,37% избирателей, партия получила 7 мест в парламенте страны, 6 из которых по избирательным округам. 
В 2023 году Ван Мухаммад Нур Матха вновь возглавил избирательную кампанию партии «Прашарат» на парламентских выборах. В результате за партию проголосовали 1,59% избирателей, что равноценно 9 местам в Палате представителей. На следующий день после дня голосования стало известно, что «Прашарат» присоединяется к формирующейся правительственной коалиции во главе с Питой Лимджароенратом из «Движения вперёд». Вечером 3 июня после споров, продолжавшихся несколько дней, между «Движением вперёд» и «Пхыа Тхаи» о том, чей представитель должен занять пост спикера Палаты представителей, партии пришли к компромиссному соглашению: должность займёт Ван Мухаммад Нур Матха, как представитель нейтральной стороны. Сам Ван Нур незадолго до принятия этого решения заявил, что не хочет занимать пост спикера, но если его вступление на эту должность может обеспечить формирование правительства союзников по коалиции, то он готов вновь стать спикером парламента. После назначения Ван Нур покинул пост лидера партии «Прашарат», так как согласно конституции, спикер Палаты представителей обязан сохранять политический нейтралитет, не занимая должности ни в одной политической партии.

## Награды
- Орден Белого слона
- Орден Короны Таиланда[11][12]